# Franka (Comic)
Franka ist eine Comic-Serie des niederländischen Zeichners und Autors Henk Kuijpers. Die Hauptfigur Franka ist eine Privatdetektivin und erlebt häufig Abenteuer in der Welt der Kunst, Mode und des Films. Sie ist stets in Begleitung ihres Hundes Boris anzutreffen.
Das Werk lässt sich in die Genre Action und Abenteuer einordnen.

## Inhalt
In den ersten Bänden der Serie ist Franka eine eher unauffällige Sekretärin im Amsterdamer Kriminalmuseum. Nachdem sie es hier mit ihrem ersten Diebstahlsfall zu tun bekommen und ihren Kollegen und der Polizei bei dessen Aufklärung geholfen hat, wandelt sie sich in der folgenden Zeit zu einer stärkeren und selbstbewussten Persönlichkeit. Sie eröffnet zunächst eine eigene Detektei und gelangt dank zunehmender Kontakte an Aufträge aus der Kunst-, Mode- und Filmbranche. Auch wird sie bisweilen und meist unfreiwillig während ihrer Urlaube in Kriminalfälle oder Abenteuer verwickelt, die sie dank ihres Einfallsreichstums und auch ihrer zunehmenden Professionalität lösen kann. Da sie durch ihre Arbeit immer wieder Verbrechen vereiteln kann und Kriminelle ins Gefängnis bringt, macht sie sich auch Feinde, die ihr in späteren Jahren wieder begegnen und sich an ihr zu rächen versuchen.
Frankas Abenteuer werden dabei im Lauf der Bände zunehmend gefährlicher und sie durchlebt auch persönliche Höhen und Krisen. So tritt ab Band 15 ein erster männlicher Hauptdarsteller an Frankas Seite in Form von Rix auf. Dieser ist ein international gesuchter Kunstdieb und Franka und er verlieben sich leidenschaftlich ineinander. Sie versucht daher, ihm beim Wechsel in die Legalität zu helfen, damit beide offen miteinander leben können. Aufgrund eines dramatisch misslungenen Überraschungsversuches von Rix wird er am Ende des 19. Bandes jedoch getötet, so dass sich Franka in den beiden folgenden Bänden hauptsächlich mit diesem Verlust auseinandersetzt.
Die Bände sind typischerweise in sich abgeschlossene Geschichten, jedoch nehmen sie auch immer wieder Bezug aufeinander, indem Charaktere aus vorherigen Abenteuern in späteren wieder als Handlungsträger in Erscheinung treten. Einige Bände sind als Zwei- oder Dreiteiler aufgebaut.

## Rezeption
Christel Scheja von Splashcomics über das zweite Album: Der zweite Band zeigt die Richtung (sic!) in die sich "Franka" entwickeln wird, bereits an - zu einem augenzwinkernden Krimi-Abenteuer, in dem eine Heldin im Mittelpunkt steht. Gerade weil das Krimiabenteuer nicht all zu brutal und die Handlung gut nach zu verfolgen (sic!!) ist, können auch Kinder ab acht oder neun Jahren Spaß an der munteren Geschichte haben.
Den neunten Band kommentiert Comicblog wie folgt: Der Zeichenstil von Henk Kuijpers ist geradlinig, sehr sauber, fast ein wenig geometrisch. Er ist ein Mann der Details. Seine Bilder sprudeln gerade in dieser Ausgabe über von Einzelheiten. Ob die Orte sich nun gerade am Strand befinden, in der Stadt, im Zug auf einer nächtlichen Schiffsparty oder an Land in luxuriöser Umgebung, stets fühlt man sich hier auch an Suchbilder erinnert. Überall geschieht etwas, Kleinigkeiten, die es nach dem ersten Lesen fordern, in einem zweiten Lesen entdeckt und vielleicht auch anders interpretiert zu werden.
Parnass schreibt zum Band 18: Tempo, grelle Farben und Sex zeichnen diesen neuen Franka aus. Sex nicht im dauerkopullierendem (sic!) Sinn, sondern eher in vielen kaum bis nicht bedeckten Titten – das sieht wirklich lecker aus. Die Bilder quellen vor lauter Details fast aus ihren Panelbegrenzungen heraus und die Geschichte wird so rasant erzählt, dass man das Album gleich einzweites (sic!!) Mal liest, um nachzulesen, ob auch wirklich alles Einzelheiten erzählt wurden, die Franka schließlich zur Lösung des Rätsels geführt haben.
Am 21. Band übt Comicradioshow folgende Kritik: Gut an der Story: Kuijpers gelingt es, einige für mich überraschende Wendungen bis zur endgültigen Entscheidung einzubauen. Weniger gut: er lässt seine Heldin fast nur noch passiv beobachten und kaum noch agieren. Schlecht: Kuijpers in Richtung „Reich und schön“ abdriftende Serie mit einer zeitweise nur noch posenden Heldin in Glanz und Glamour beginnt zu nerven. Der Autor sollte sich wieder auf Hochphasen der Serie mit starken Abenteuern der Detektivin zurückbesinnen.

## Veröffentlichung
Bis 2022 sind 25 Alben und zehn Kurzgeschichten erschienen. In Deutschland wurde die Serie zunächst vom Carlsen Verlag publiziert, der allerdings den ersten Band ausließ, den zweiten entsprechend als Band 1 publizierte und sich auch bei Band 5 und 6 nicht an die Original-Chronologie hielt. Ende der 90er-Jahre wechselte die Serie zum Epsilon Verlag, der sie neu aufgelegt hat und in dem sie bis 2018 erschien. Ab Anfang 2019 führte Finix die Veröffentlichung weiter. Aufgrund der unterschiedlichen Veröffentlichungspolitik von Carlsen und Epsilon weichen die Nummern und Titel der Alben je nach Verlag voneinander ab. Parallel zur Alben-Ausgabe bei Epsilon erschienen einige Geschichten auch in ZACK als Vorabdruck in Fortsetzungen, wobei sich die Magazin- und Alben-Veröffentlichungen zuweilen unterscheiden, da Henk Kuijpers ein Perfektionist ist, der seine Comics zwischenzeitlich noch mal überarbeitet.
2022 erschien im All Verlag Band 1 einer mehrbändigen Gesamtausgabe, welcher die ersten vier Alben in neuer Übersetzung von Bernd Leibowitz und einen redaktionellen Beitrag von Volker Hamann enthält.
Die Serie erschien auch auf Französisch bei Dupuis, Les Humanoides und BD Must, auf Schwedisch bei Carlsen und Cobolt, auf Norwegisch bei Egmont, sowie auf Dänisch bei Interpresse, Carlsen und Cobolt.

### Liste der Alben
Die angegebenen Jahreszahlen beziehen sich auf die niederländische Originalversion sowie auf die Erstausgabe der deutschen Alben.
| Niederländische Ausgabe | Niederländische Ausgabe         | Niederländische Ausgabe | Niederländische Ausgabe | Niederländische Ausgabe | Deutsche Ausgabe | Deutsche Ausgabe                                                      | Deutsche Ausgabe |
| Band                    | Titel                           | Text                    | Zeichnung               | Jahr                    | Band             | Titel                                                                 | Jahr             |
| ----------------------- | ------------------------------- | ----------------------- | ----------------------- | ----------------------- | ---------------- | --------------------------------------------------------------------- | ---------------- |
| 1                       | Het Misdaadmuseum               | Henk Kuijpers           | Henk Kuijpers           | 1974                    | 1                | Das Kriminalmuseum                                                    | 2000             |
| 2                       | Het Meesterwerk                 | Henk Kuijpers           | Henk Kuijpers           | 1978                    |                  | Das Meisterwerk                                                       | 1985             |
| 3                       | De terugkeer van de Noorderzon  | Henk Kuijpers           | Henk Kuijpers           | 1978                    |                  | Das Geheimnis des Geisterschiffs, Teil 1: Die Rückkehr der Nordlicht  | 1986             |
| 4                       | De wraak van het vrachtschip    | Henk Kuijpers           | Henk Kuijpers           | 1979                    |                  | Das Geheimnis des Geisterschiffs, Teil 2: Die Rache des Frachtschiffs | 1986             |
| 5                       | Circus Santekraam               | Henk Kuijpers           | Henk Kuijpers           | 1981                    |                  | Zirkus Santerkraam                                                    | 1987             |
| 6                       | Het monster van de Moerplaat    | Henk Kuijpers           | Henk Kuijpers           | 1982                    |                  | Das Monster aus dem Moor                                              | 1987             |
| 7                       | De tanden van de draak          | Henk Kuijpers           | Henk Kuijpers           | 1984                    |                  | Die Zähne des Drachen                                                 | 1988             |
| 8                       | De ondergang van de donderdraak | Henk Kuijpers           | Henk Kuijpers           | 1986                    |                  | Der Untergang des Donnerdrachen                                       | 1988             |
| 9                       | Moordende Concurrentie          | Henk Kuijpers           | Henk Kuijpers           | 1990                    |                  | Mörderische Konkurrenz                                                | 2009             |
| 10                      | Gangsterfilm                    | Henk Kuijpers           | Henk Kuijpers           | 1992                    | 10               | Gangsterfilm                                                          | 2014             |
| 11                      | De vlucht van de Atlantis       | Henk Kuijpers           | Henk Kuijpers           | 1993                    | 11               | Der Flug der Atlantis                                                 | 1997             |
| 12                      | De Blauwe Venus                 | Henk Kuijpers           | Henk Kuijpers           | 1994                    | 12               | Die blaue Venus                                                       | 1998             |
| 13                      | De Dertiende Letter             | Henk Kuijpers           | Henk Kuijpers           | 1995                    | 13               | Der dreizehnte Buchstabe                                              | 1999             |
| 14                      | Het Portugese Goudschip         | Henk Kuijpers           | Henk Kuijpers           | 1996                    | 14               | Das portugiesische Goldschiff                                         | 1999             |
| 15                      | De ogen van de Roerganger       | Henk Kuijpers           | Henk Kuijpers           | 1997                    | 15               | Die Augen des Rudergängers                                            | 2000             |
| 16                      | Succes Verzekerd                | Henk Kuijpers           | Henk Kuijpers           | 1999                    | 16               | Erfolgreich versichert                                                | 2000             |
| 17                      | Eigen Risico                    | Henk Kuijpers           | Henk Kuijpers           | 2001                    | 17               | Eigenes Risiko                                                        | 2001             |
| 18                      | Kidnap                          | Henk Kuijpers           | Henk Kuijpers           | 2004                    | 18               | Kidnap                                                                | 2004             |
| 19                      | Het Zwaard van Iskander         | Henk Kuijpers           | Henk Kuijpers           | 2006                    | 19               | Das Schwert von Iskander                                              | 2007             |
| 20                      | De witte Godin                  | Henk Kuijpers           | Henk Kuijpers           | 2009                    | 20               | Die weiße Göttin                                                      | 2009             |
| 21                      | Het Zilveren Vuur               | Henk Kuijpers           | Henk Kuijpers           | 2010                    | 21               | Das silberne Feuer                                                    | 2011             |
| 22                      | Onderwereld                     | Henk Kuijpers           | Henk Kuijpers           | 2012                    | 22               | Unterwelt                                                             | 2013             |
| 23                      | Geheim 1948                     | Henk Kuijpers           | Henk Kuijpers           | 2016                    | 23               | Geheim 1948                                                           | 2019             |
| 24                      | Operatie Roofmoord              | Henk Kuijpers           | Henk Kuijpers           | 2018                    | 24               | Operation Raubflug                                                    | 2020             |
| 25                      | Gratis goud                     | Henk Kuijpers           | Henk Kuijpers           | 2021                    | 25               | Gratisgold                                                            | 2022             |
| 26                      | Kliffhanger                     | Henk Kuijpers           | Henk Kuijpers           | 2024                    | 26               | Cliffhanger                                                           | 2024             |

### Veröffentlichungen in ZACK
1. Erfolgreich versichert, 5 Folgen in ZACK 8 bis ZACK 12
2. Eigenes Risiko, 5 Folgen in ZACK 22 bis ZACK 26
3. Kidnap, 8 Folgen in ZACK 49 bis ZACK 51, ZACK 53 bis ZACK 57
4. Die weiße Göttin, 5 Folgen in ZACK 120 bis ZACK 124
5. New York Story/Cadillac Club in ZACK 106
6. Mini-Story in ZACK 115[5]